# Ardonea coracina
Ardonea coracina är en fjärilsart som beskrevs av Jean Baptiste Boisduval 1870. Ardonea coracina ingår i släktet Ardonea och familjen björnspinnare. Inga underarter finns listade i Catalogue of Life.